# Aldo Brandirali
Aldo Brandirali (Milano, 31 ottobre 1941) è un politico italiano ex-leader dell'Unione dei Comunisti Italiani (marxisti-leninisti) (poi Partito Comunista (Marxista-Leninista) Italiano), fondatore delle riviste Servire il popolo (giornale) e FalceMartello.
Nel 1992 passò alla Democrazia Cristiana e poi a Forza Italia, venendo più volte eletto consigliere al Comune di Milano e diventando, dal 2001 al 2006,  Assessore allo Sport e ai Giovani nella giunta di Gabriele Albertini.

## Biografia
Aldo Brandirali nasce a Milano nel 1941. Suo padre Romeo, partigiano, era segretario della sezione del Partito Comunista Italiano (PCI) di piazza Cantore a Milano nel 1945.
Aldo cresce a Novara, ma da pendolare va a lavorare in fabbrica a Milano. Diventa responsabile di una catena di produzione di apparecchi radio (Europhon di via Mecenate). Nel luglio 1960 si trova fra le dure manifestazioni contro il governo di centro-destra. Nel 1961 comincia l'impegno politico dando vita agli scioperi nella sua fabbrica e in tutte quelle vicine a via Mecenate. Assunto alla Camera del Lavoro di Milano, fu tra i primi dissidenti del PCI assieme ad Ivan Della Mea, con cui scrisse i "Quaderni dei due giovani".
Nel 1962 viene eletto nella segreteria nazionale della Federazione Giovanile Comunista Italiana e si reca a Roma. Si trova ben presto a non essere in linea e quindi non ottiene l'esonero dal militare che ottengono invece gli altri della segreteria. Da militare fa parte del picchetto d'onore al Quirinale e, poco dopo, si fa portavoce della contestazione a Messina dell'obbligo di andare a messa con l'intero reparto. Torna a Milano a lavorare nella federazione giovanile del PCI, nel 1966 diventa il punto di riferimento del dissenso giovanile contestando in particolare la presa di posizione del partito a favore del comunismo sovietico nello scontro con il comunismo cinese e sulla via italiana al socialismo, esce dal PCI e costituisce il gruppo FalceMartello. Questo gruppo non va in alcun modo confuso con la omonima rivista FalceMartello, fondata nel 1986 nell'ambito della Federazione Giovanile Comunista Italiana, la cui pubblicazione è poi continuata ad opera di una componente del Partito della Rifondazione Comunista.
Dal 1968 diventa leader dell'Unione dei Comunisti Italiani (marxisti-leninisti), un'organizzazione politica di tendenza maoista e dirige il giornale Servire il popolo. Si fa tributare dall'organizzazione un estremo culto della personalità, esemplificato dagli slogan usati dai militanti durante le manifestazioni: "Aldo Brandirali; sotto la sua guida il popolo vincerà" e "Stalin! Mao! Bran-di-rali!". Nel dicembre 1975 decide però di uscire dall'organizzazione (dove rimane egemone la componente che faceva capo a Eleonora Fiorani e Francesco Leonetti), spiegando così la sua scelta: "Tutto il discorso marxista–leninista non regge, la scelta extraparlamentare finisce con l'estremizzare a tal punto il senso dell'azione che si rischia il passaggio alla violenza".
Negli anni ottanta incontra Luigi Giussani e comincia ad interessarsi a Comunione e Liberazione e dopo alcuni anni a collaborarvi con degli amici; si converte alla fede cattolica. Assieme ad altri, fonda l'associazione San Martino, che realizza inserimenti lavorativi per immigrati.
Ritorna alla politica nel 1992 con la Democrazia Cristiana, partito nel quale viene eletto consigliere comunale di Milano l'anno seguente. Passa poi a Forza Italia, con la quale diventerà Assessore allo Sport e ai Giovani del Comune di Milano dal 2001 al 2006, nella giunta guidata da Gabriele Albertini. Aderisce poi al Popolo della Libertà, con il quale confermerà il suo scranno nel Consiglio meneghino. Nel 2011 lascia la politica.
Nel 2012 fonda l'Associazione Democrazia e Comunità con l'intento di "trovare chi si mette insieme con il desiderio sincero di capire le vicende politiche in atto, accettando di sottoporsi ad un percorso di formazione" e promuovere le buone prassi come protagoniste della politica e del bene comune.